# Davos Seaworth

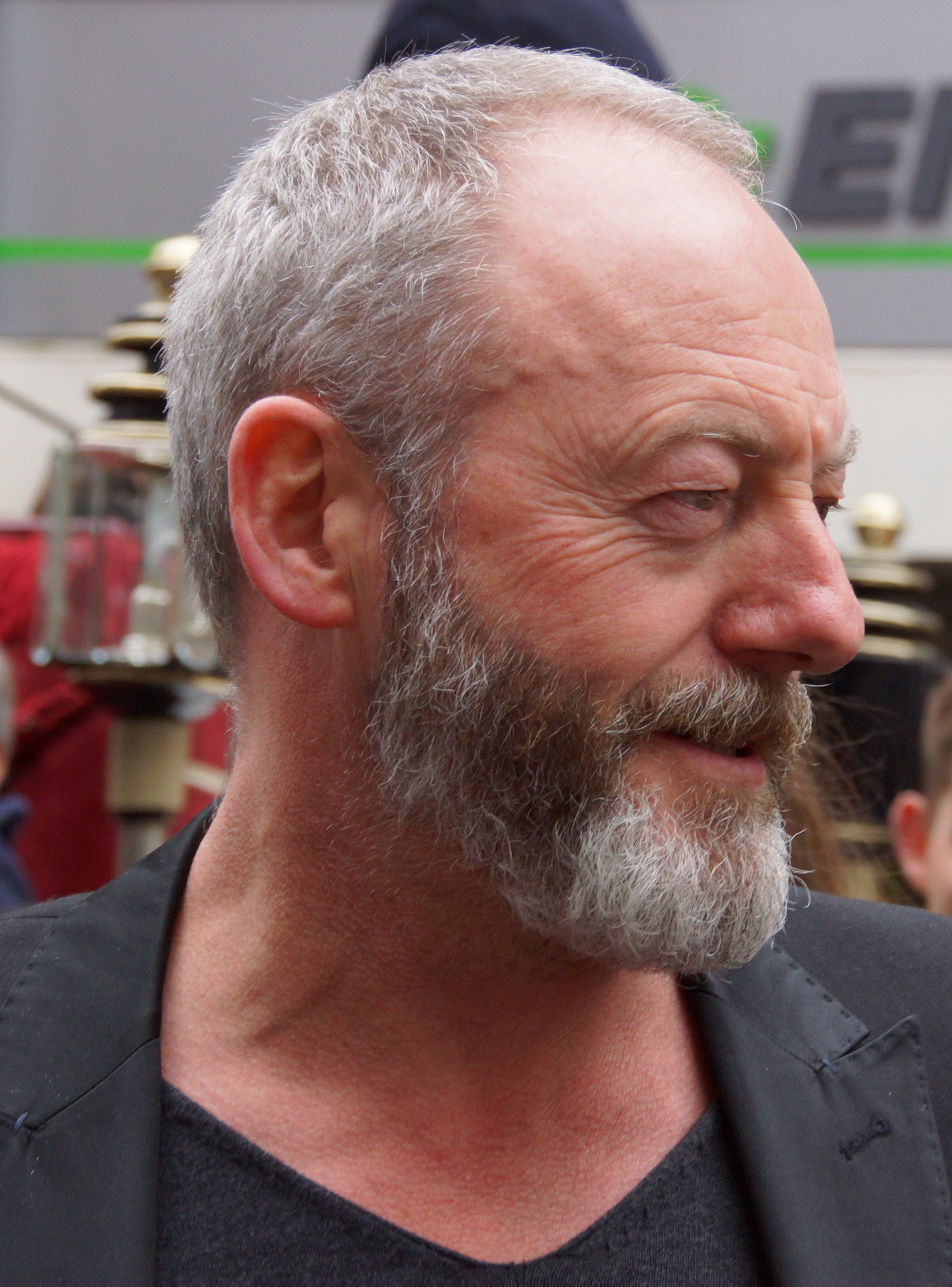
Liam Cunningham, intèrpret del personatge.

Lord Davos Seaworth és un personatge de la saga de novel·les Cançó de gel i foc escrites pel nord-americà George R. R. Martin.
Davos va ser un famós contrabandista que es va convertir en cavaller i mà dreta de Stannis Baratheon després de salvar la seva vida durant el setge de Bastió de Tempestes. Serveix com a capità del buc Betha Negra i té set fills amb la seva esposa Mariya.

## Aparença i caràcter
Davos és descrit com un home menut, de pèl llis castany i una barba curta esquitxada de cabells blancs. A causa del seu passat com a contrabandista, Stannis li va tallar quatre falanges de la mà esquerra, les quals portava en una borsa penjada del coll.
És un home lleial, honorable, dedicat, prudent i sincer, a més d'un devot seguidor de la Fe dels Set. Stannis li considera el seu conseller més proper i lleial, i encara que no aprecia sempre l'actitud franca de Davos, és per aquesta qualitat per la qual li té en gran consideració.

## Història
Davos va néixer al barri del Jaç de Puces en Desembarcament del Rei en una família pobra que vivia en una cofurna bruta i abarrotada. De jove, Davos va entrar en la tripulació del pirata tyroshi Ruro Uhoris. Amb aquest comerciava i contrabandejava amb els salvatges de més enllà del Mur, per la qual cosa Uhoris va ser executat per la Guàrdia de la Nit. Davos va seguir amb les seves activitats delictives i aviat va aconseguir ser capità del seu propi vaixell, el Betha Negra, i es va guanyar fama de ser un dels millors contrabandistes del mar Estret. Per aquella època va contreure matrimoni amb una dona anomenada Mariya amb la qual tindria set fills homes: Dale, Allard, Matthos, Maric, Devan, Stannis i Steffon.
Durant la Rebel·lió de Robert, la fortalesa de Bastió de Tempestes va ser sotmesa a setge per les tropes de la Casa Tyrell i la flota de la Casa Redwyne. La flota Redwyne va bloquejar qualsevol pas cap a la fortalesa per sotmetre el bastió per fam, i Stannis i els seus homes ja estaven a punt de sucumbir a causa de la desnutrició. Davos va aconseguir burlar a la flota Redwyne a la meitat de la nit i va penetrar per un túnel cap a l'interior de la fortalesa on va proveir als assetjats de peix en saladura i cebes. L'acció de Davos va salvar la vida de Stannis i dels seus homes i els va permetre resistir fins a l'arribada de Eddard Stark, que va aixecar el setge sense necessitat de batalla. Com recompensa, Stannis el va nomenar cavaller i li va cedir terres en el Cap de la Ira, però Stannis també va entendre que una bona acció no netejava una vida de delictes, de manera que li va tallar quatre falanges de la mà esquerra, exceptuant el polze. Davos va trobar això just i va conservar les seves falanges en una borsa que sempre portava penjada al voltant del coll.
Com a blasó va escollir un vaixell amb la vela negra i una ceba gravada en ella. La seva gesta i el seu nou blasó van fer que fos sobrenomenat el «Cavaller de la Ceba» i es guanyés el menyspreu dels nobles d'antic llinatge que el consideraven un estrany.

### Xoc de Reyes
Després de la mort del rei Robert Baratheon, Stannis es autoproclama Rei dels Set Regnes en afirmar que el nou rei Joffrey Baratheon és un bastard nascut de l'incest entre la reina Cersei amb el seu germà Jaime. Davos va donar suport al seu reclam i va partir a la ciutat de Lys a contractar els serveis del pirata Salladhor Saan, un antic camarada seu, per a la causa de Stannis. Després marxa a les Terres de Tempestes per recaptar suports a la causa de Stannis, però cap de les grans cases li presta el seu suport, ja que es decanten per secundar la pretensió del seu germà menor Renly Baratheon. Davos torna a Rocadragó a informar del fracàs de la seva missió, quan s'adona que Stannis està sota la total influència d'una sacerdotessa anomenada Melisandre i ha adoptat la Fe de R'hllor. Davos és testimoni de com el maestre Cressen tracta d'enverinar a Melisandre, però aquesta sobreviu al verí i mata al maestre amb el seu propi verí.
Davos és devot de la Fe dels Set i no aprova la conversió de Stannis, però així i tot decideix recolzar-lo i seguir les seves ordres. Davos marxa a les regions de Port Gavina, Els Dits, Tres Germanes i Cap de la Ira per informar de la causa de Stannis, però amb prou feines aconsegueix tenir repercussió. Després acudeix a Bastió de Tempestes on Stannis es dirigeix per posar-li setge, ja que estava en mans del seu germà Renly. Davos presencia el parlament frustrat entre Stannis i Renly i després porta a Melisandre sota els túnels de Bastió de Tempestes i allí veu com la sacerdotessa dona a llum a una terrorífica ombra que va assassinar al castellà Ser Cortnay Penrose.
Després del misteriós assassinat de Renly que és atribuït a la màgia negra de Melisandre, Stannis per fi aconsegueix els suports que necessita per prendre el Tron de Ferro. Stannis posa al comandament de la flota que atacarà Desembarcament del Rei a Ser Imry Florent. Davos capitaneja la Betha Negra al costat del seu fill Matthos mentre tres dels seus fills capitanegen l'Espectre, la Lady Mariya i la Fúria. En la Batalla de ÀIgüesnegres, Davos desaprova les temeràries accions que pren Ser Imry Florent, i per això, la major part de la flota és destruïda per foc valyri. El vaixell de Davos és totalment destruït i aquest cau a l'aigua i és portat pel corrent fins a la desembocadura del riu Aigüesnegres. Els seus quatre fills no tenen tanta sort i desapareixen sense rastre, donant-se'ls per morts.

### Tempesta d'Espases
Davos sobreviu a la Batalla de Aigüesnegres i queda encallat en una illa de la Badia dels Crancs on subsisteix menjant crancs i bevent aigua de pluja. Davos té al·lucinacions on veu als déus de la Fe dels Set i queda amb la pell totalment cremada a causa del Sol. Davos és rescatat per una nau de la flota de Salladhor Saan que estava rastrejant la zona buscant supervivents. Davos es reuneix amb el seu amic Salladhor a qui confessa la seva intenció d'assassinar Melisandre, a qui considera responsable del fracàs de la batalla. Davos arriba a Rocadragón, però Melisandre ja s'havia previngut i ordena a Ser Axel Florent que l'arresti.
Davos roman empresonat i descobreix que Stannis ha ordenat cremar a Lord Alester Florent, la seva Mà del Rei. Stannis convoca a Davos i li ensenya un pla de Ser Axell Florent per atacar Illa Salpa, un antic assentament de la Casa Celtigar, per castigar a aquests per jurar lleialtat al Tron de Ferro arrasant l'illa, el castell i els seus habitants. Davos s'oposa a aquest pla per considerar-lo cruel, al que coincideix Stannis, i aquest nomena a Davos com a Mà del Rei i gran almirall del mar Estret, a més d'atorgar-li el títol de Lord.
Edric Tempesta, bastard del difunt rei Robert, es trobava en Rocadragón i Melisandre tenia pensant sacrificar-lo en un ritual de sang. Davos se les arregla per treure al petit Edric de Rocadragón, la qual cosa Stannis considera un acte de traïció, però Davos li ensenya una carta enviada des del Castell Negre de la Guàrdia de la Nit; la carta alerta de l'arribada dels salvatges del Rei-més-enllà-del-Mur.

### Festí de Corbs
A la reina Cersei se li comunica que Davos es troba en Port Blanco, parlamentant amb la Casa Manderly perquè aquests jurin lleialtat a Stannis, que s'ha traslladat al Nord per ajudar a la Guàrdia de la Nit i així sumar als senyors del nord a la seva causa. El Tron de Ferro ordena a Lord Wyman Manderly que executi a Davos i a canvi serà alliberat el seu fill Wylis. Poc després se'ls informa que les mans i el cap de Davos adornen les muralles de Port Blanco.

### Dansa de Dracs
Davos salpa cap a Port Blanco amb l'ajuda de Salladhor Saan perquè la Casa Manderly juri lleialtat a Stannis. Salladhor decideix abandonar la causa de Stannis i té intenció d'anar-se'n a Essos. Davos arriba a una de les illes de Tres Germanes i després arriba a Port Blanco per reunir-se amb Lord Wyman Manderly. Però allí també coincideix amb Jared, Symond i Rhaegar Frey, els quals han arribat per parlamentar amb Lord Wyman i que aquest rendeixi homenatge al Tron de Ferro. Davos té un topada amb els Frey i Lord Wyman no vol saber res d'una aliança amb Stannis, preferint jurar lleialtat al Tron de Ferro i que així alliberin al seu fill Wylis. Lord Wyman ordena arrestar a Davos però executa a un criminal fent-ho passar per ell.
Davos és alliberat i Robett Glover el porta de nou davant Lord Wyman. Aquest li diu que reconeixerà a Stannis com a rei si Davos acudeix a l'illa de Skagos a buscar a Rickon Stark, ja que Wyman pensa que està ocult en aquesta illa.